# Vyšėjšaja Liha (calcio femminile)
La Vyšėjšaja Liha (in bielorusso e caratteri cirillici Жаночая ліга) è il livello di vertice del campionato bielorusso femminile di calcio organizzato dalla Federcalcio bielorussa (BFF). 

## Formato
Nel 2008 erano presenti due turni playoff per decretare il vincitore. Le squadre dalla posizione 1° a 4° e dalla 5ª all'8° si affrontano in un doppio girone all'italiana quindi con altre 6 partite aggiuntive. Il vincitore dei playoff viene decretato campione e guadagna la qualificazione alla UEFA Women's Champions League.
Nel 2009 le squadre si affrontano in due gironi di andata e ritorno mentre nel 2010 per 3 volte ciascuno. 

## Le squadre

### Organico 2021
- ABFF U19
- Babrujčanka
- Dynamo Brest
- Dinamo-BGU
- Dnepr Mogilev
- Gomel
- FK Minsk
- Neman Grodno
- Vitebsk
- Zorka-BDU

## Albo d'oro
- 1992  Nadezhda Mahilyou (1º)
- 1993  Nadezhda Mahilyou (2º)
- 1994  Trykatažnica-Arnina (1º)
- 1995  Viktoriya Brest (1º)
- 1996  Belkar Babruisk (2º)
- 1997  Babrujčanka (3º)
- 1998  Babrujčanka (4º)
- 1999  Babrujčanka (5º)
- 2000  Babrujčanka (6º)
- 2001  Babrujčanka (7º)
- 2002  Babrujčanka (8º)
- 2003  Babrujčanka (9º)
- 2004  Babrujčanka (10º)
- 2005  Universitet Vitebsk (1º)
- 2006  Universitet Vitebsk (2º)
- 2007  Universitet Vitebsk (3º)
- 2008  Universitet Vitebsk (4º)
- 2009  Universitet Vitebsk (5º)
- 2010  Babrujčanka (11º)
- 2011  Babrujčanka (12º)
- 2012  Babrujčanka (13º)
- 2013  FK Minsk (1º)
- 2014  FK Minsk (2º)
- 2015  FK Minsk (3º)
- 2016  FK Minsk (4º)
- 2017  FK Minsk (5º)
- 2018  FK Minsk (6º)
- 2019  FK Minsk (7º)
- 2020  Dinamo-BGU (1º)
- 2021  Dinamo-BGU (2º)
- 2022  Dinamo-BGU (3º)
- 2023  Dinamo-BGU (4º)
- 2024  Dinamo-BGU (5º)

## Statistiche

### Titoli per squadra[1]
| Squadra             | Titoli | Anni                                                             |
| ------------------- | ------ | ---------------------------------------------------------------- |
| Babrujčanka         | 11     | 1997, 1998, 1999, 2000, 2001, 2002, 2003, 2004, 2010, 2011, 2012 |
| FK Minsk            | 7      | 2013, 2014, 2015, 2016, 2017, 2018, 2019                         |
| Dinamo-BGU          | 5      | 2020, 2021, 2022, 2023, 2024                                     |
| Universitet Vitebsk | 5      | 2005, 2006, 2007, 2008, 2009                                     |
| Nadezhda Mahilyou   | 2      | 1992, 1993                                                       |
| Trykatažnica-Arnina | 1      | 1994                                                             |
| Viktoriya Brest     | 1      | 1995                                                             |
| Belkar Babruisk     | 1      | 1996                                                             |